# Jarmila Gajdošová
Jarmila Gajdošová  (Bratislava, 26 april 1987) is een voormalig professionele tennisspeelster uit Slowakije die sinds 2007 voor Australië uitkomt. Ze begon met tennis op haar zevende, bij een lokale tennisclub in Bratislava.
Haar meisjesnaam Jarmila Gajdošová gebruikte ze niet tijdens haar huwelijk met de Australische tennisser Samuel Groth, die ze leerde kennen op haar eerste tennistrip naar Australië, toen ze 14 jaar oud was. In het voorjaar van 2011 eindigde het huwelijk waarna ze opnieuw haar meisjesnaam aannam. In november 2015 trad zij in het huwelijk met Amerikaan Adam Wolfe – sindsdien speelt zij onder de naam Jarmila Wolfe.

## Speelstijl
Gajdošová's voornaamste wapen was haar sterke opslag. De kracht van die opslag lag hem niet zo zeer in de snelheid zoals bijvoorbeeld bij Serena Williams, maar meer in de plaatsing ervan. Hierdoor sloeg Gajdošová toch veel aces. Vanaf de baseline speelde ze behoorlijk krachtig, met zowel backhand als forehand. Mentaal kon ze nog weleens inzakken, en ook in het algemeen was de Australische een wisselvallig speelster.

## Posities op deWTA-ranglijst
Positie per einde seizoen:
| jaartal | ranking enkelspel | ranking dubbelspel |
| ------- | ----------------- | ------------------ |
| 2015    | 102               | 140                |
| 2014    | 71                | 41                 |
| 2013    | 232               | 234                |
| 2012    | 180               | 42                 |
| 2011    | 33                | 41                 |
| 2010    | 42                | 173                |
| 2009    | 112               | 449                |
| 2008    | 98                | 314                |
| 2007    | 145               | 70                 |
| 2006    | 71                | 69                 |
| 2005    | 145               | 303                |
| 2004    | 217               | –                  |
| 2003    | 197               | 632                |

## Prestatietabel grandslamtoernooien
| Legenda | Legenda                          |
| ------- | -------------------------------- |
| g.t.    | geen toernooi gehouden           |
| l.c.    | lagere categorie                 |
| –       | niet deelgenomen                 |
| G       | uitgeschakeld in de groepsfase   |
| 1R      | uitgeschakeld in de eerste ronde |
| 2R      | uitgeschakeld in de tweede ronde |
| 3R      | uitgeschakeld in de derde ronde  |
| 4R      | uitgeschakeld in de vierde ronde |
| KF      | uitgeschakeld in de kwartfinale  |
| HF      | uitgeschakeld in de halve finale |
| F       | de finale verloren               |
| W       | het toernooi gewonnen            |
| w-v     | winst/verlies-balans             |

### Enkelspel
| Toernooi        | 2006 | 2007 | 2008 | 2009 | 2010 | 2011 | 2012 | 2013 | 2014 | 2015 | 2016 |
| --------------- | ---- | ---- | ---- | ---- | ---- | ---- | ---- | ---- | ---- | ---- | ---- |
| Australian Open | 1R   | 1R   | 1R   | 1R   | 1R   | 1R   | 1R   | 1R   | 1R   | 2R   | 1R   |
| Roland Garros   | 2R   | 1R   | 1R   | 3R   | 4R   | 3R   | 2R   | –    | –    | 1R   | –    |
| Wimbledon       | 1R   | 2R   | –    | 2R   | 4R   | 3R   | 1R   | –    | 2R   | 1R   | –    |
| US Open         | 3R   | 1R   | –    | 1R   | 1R   | 2R   | 1R   | –    | 1R   | 1R   | –    |

### Vrouwendubbelspel
| Toernooi        | 2006 | 2007 | 2008 | 2009 | 2010 | 2011 | 2012 | 2013 | 2014 | 2015 |
| --------------- | ---- | ---- | ---- | ---- | ---- | ---- | ---- | ---- | ---- | ---- |
| Australian Open | –    | 2R   | 1R   | 1R   | 1R   | 2R   | 3R   | 1R   | KF   | 2R   |
| Roland Garros   | –    | 3R   | –    | 1R   | –    | 2R   | KF   | –    | 2R   | 1R   |
| Wimbledon       | 3R   | 2R   | –    | 1R   | –    | 2R   | –    | –    | 2R   | 3R   |
| US Open         | 1R   | 2R   | –    | 1R   | 2R   | 3R   | 2R   | –    | 3R   | 1R   |

### Gemengd dubbelspel
| Toernooi        | 2008 | 2009 | 2010 | 2011 | 2012 | 2013 | 2014 | 2015 |
| --------------- | ---- | ---- | ---- | ---- | ---- | ---- | ---- | ---- |
| Australian Open | 1R   | 2R   | 2R   | 1R   | KF   | W    | HF   | 1R   |
| Roland Garros   | –    | –    | –    | HF   | 1R   | –    | –    | –    |
| Wimbledon       | –    | –    | –    | 2R   | 2R   | –    | –    | 3R   |
| US Open         | –    | –    | –    | KF   | –    | –    | –    | –    |

## Palmares
| Legenda                | Legenda                  |
| ---------------------- | ------------------------ |
| Grandslamtoernooi      |                          |
| Olympische Spelen      |                          |
| Year-End Championships |                          |
| tot 2009               | 2009 – 2020 / vanaf 2021 |
| Tier I                 | Premier Mandatory        |
| Tier II                | Premier Five / WTA 1000  |
| Tier III               | Premier / WTA 500        |
| Tier IV & V            | International / WTA 250  |
|                        | Challenger / WTA 125     |

### WTA-finaleplaatsen enkelspel
| nr.              | finaledatum | toernooi      | ondergrond | tegenstandster        | score    |         |
| ---------------- | ----------- | ------------- | ---------- | --------------------- | -------- | ------- |
| Gewonnen finales |             |               |            |                       |          |         |
| 1.               | 2010-09-19  | WTA Guangzhou | hardcourt  | Alla Koedrjavtseva    | 6-1, 6-4 | details |
| 2.               | 2011-01-15  | WTA Hobart    | hardcourt  | Bethanie Mattek-Sands | 6-4, 6-3 | details |
| Verloren finales |             |               |            |                       |          |         |
| Geen.            |             |               |            |                       |          |         |

### WTA-finaleplaatsen dubbelspel
| nr.                                 | finaledatum | toernooi        | ondergrond    | partner          | tegenstandsters                 | score             |         |
| ----------------------------------- | ----------- | --------------- | ------------- | ---------------- | ------------------------------- | ----------------- | ------- |
| Gewonnen finales vrouwendubbelspel  |             |                 |               |                  |                                 |                   |         |
| 1.                                  | 2006-08-13  | WTA Stockholm   | hardcourt     | Eva Birnerová    | Yan Zi Zheng Jie                | 0-6, 6-4, 6-2     | details |
| Verloren finales vrouwendubbelspel  |             |                 |               |                  |                                 |                   |         |
| 1.                                  | 2007-02-24  | WTA Memphis     | hardcourt (i) | Akiko Morigami   | Nicole Pratt Bryanne Stewart    | 5-7, 6-4, [5-10]  | details |
| 2.                                  | 2011-07-17  | WTA Bad Gastein | gravel        | Julia Görges     | Eva Birnerová Lucie Hradecká    | 6-4, 2-6, [10-12] | details |
| 3.                                  | 2012-07-15  | WTA Stanford    | hardcourt     | Vania King       | Marina Erakovic Heather Watson  | 5-7, 6-7          | details |
| 4.                                  | 2012-09-22  | WTA Guangzhou   | hardcourt     | Monica Niculescu | Tamarine Tanasugarn Zhang Shuai | 6-2, 2-6, [8-10]  | details |
| 5.                                  | 2016-01-16  | WTA Hobart      | hardcourt     | Kimberly Birrell | Han Xinyun Christina McHale     | 3-6, 0-6          | details |
| Gewonnen finales gemengd dubbelspel |             |                 |               |                  |                                 |                   |         |
| 1.                                  | 2013-01-27  | Australian Open | hardcourt     | Matthew Ebden    | Lucie Hradecká František Čermák | 6-3, 7-5          | details |

### Gewonnen ITF-toernooien enkelspel
| nr. | finaledatum | toernooi   | dotatie  | tegenstandster in finale | score          |
| --- | ----------- | ---------- | -------- | ------------------------ | -------------- |
| 1.  | 2003-03-30  | Rabat      | $10.000  | Astrid Waernes García    | 6-3, 6-0       |
| 2.  | 2005-05-07  | Catania    | $25.000  | Ivana Abramović          | 6-3, 7-5       |
| 3.  | 2005-07-10  | Felixstowe | $25.000  | Alla Koedrjavtseva       | 7-5, 6-1       |
| 4.  | 2006-02-19  | Sydney     | $25.000  | Sophie Ferguson          | 6-4, 3-6, 7-6  |
| 5.  | 2006-02-26  | Gosford    | $25.000  | Chan Yung-jan            | 6-3, 3-0, opg. |
| 6.  | 2006-03-19  | Canberra   | $25.000  | Monique Adamczak         | 7-6, 6-2       |
| 7.  | 2006-07-23  | Vittel     | $50.000  | Olivia Sanchez           | 6-4, 6-0       |
| 8.  | 2008-05-04  | Gimcheon   | $25.000  | Lu Jingjing              | 6-3, 6-2       |
| 9.  | 2008-09-16  | Kawana     | $25.000  | Isabella Holland         | 7-5, 6-4       |
| 10. | 2008-10-12  | Traralgon  | $25.000  | Melanie South            | 6-3, 3-6, 6-1  |
| 11. | 2008-10-26  | Taipei     | $100.000 | Corinna Dentoni          | 4-6, 6-4, 6-1  |
| 12. | 2010-03-07  | Sydney     | $25.000  | Yurika Sema              | 6-3, 6-3       |
| 13. | 2014-06-15  | Nottingham | $50.000  | Timea Bacsinszky         | 6-2, 6-2       |
| 14. | 2014-08-03  | Vancouver  | $100.000 | Lesja Tsoerenko          | 3-6, 6-2, 7-6  |

### Gewonnen ITF-toernooien dubbelspel
| nr. | finaledatum | toernooi    | dotatie | partner                 | tegenstandsters in finale           | score            |
| --- | ----------- | ----------- | ------- | ----------------------- | ----------------------------------- | ---------------- |
| 1.  | 2006-04-16  | Patras      | $25.000 | Christina Horiatopoulos | Mervana Jugić Yana Levchenko        | 6-1, 6-4         |
| 2.  | 2006-06-09  | Prostějov   | $75.000 | Akiko Morigami          | Līga Dekmeijere Alicja Rosolska     | 6-3, 7-6         |
| 3.  | 2006-08-06  | Baden-Baden | $50.000 | Frederica Piedade       | Libuše Průšová Barbora Strýcová     | 7-5, 4-6, 7-6    |
| 4.  | 2008-04-27  | Incheon     | $25.000 | Chan Chin-wei           | Chang Kyung-mi Lee Jin-a            | 1-6, 6-1, [10-5] |
| 5.  | 2008-05-04  | Gimcheon    | $25.000 | Chan Chin-wei           | Cho Yoon-jeong Kim Jin-hee          | 6-2, 6-0         |
| 6.  | 2014-02-01  | Burnie      | $50.000 | Storm Sanders           | Eri Hozumi Miki Miyamura            | 6-4, 6-4         |
| 7.  | 2014-05-04  | Gifu        | $75.000 | Arina Rodionova         | Misaki Doi Hsieh Shu-ying           | 6-3, 6-3         |
| 8.  | 2014-05-18  | Kurume      | $50.000 | Arina Rodionova         | Junri Namigata Akiko Yonemura       | 6-4, 6-2         |
| 9.  | 2014-06-15  | Nottingham  | $50.000 | Arina Rodionova         | Verónica Cepede Royg Stephanie Vogt | 7-6, 6-1         |